# Terrehault
Terrehault és un municipi francès situat al departament del Sarthe i a la regió de País del Loira. L'any 2007 tenia 106 habitants.

## Demografia

### Població
El 2007 la població de fet de Terrehault era de 106 persones. Hi havia 44 famílies de les quals 10 eren unipersonals (3 homes vivint sols i 7 dones vivint soles), 17 parelles sense fills i 17 parelles amb fills.
La població ha evolucionat segons el següent gràfic:
Habitants censats

### Habitatges
El 2007 hi havia 55 habitatges, 44 eren l'habitatge principal de la família, 8 eren segones residències i 3 estaven desocupats. Tots els 55 habitatges eren cases. Dels 44 habitatges principals, 34 estaven ocupats pels seus propietaris, 9 estaven llogats i ocupats pels llogaters i 1 estava cedit a títol gratuït; 2 tenien dues cambres, 5 en tenien tres, 16 en tenien quatre i 22 en tenien cinc o més. 39 habitatges disposaven pel capbaix d'una plaça de pàrquing. A 17 habitatges hi havia un automòbil i a 27 n'hi havia dos o més.

### Piràmide de població
La piràmide de població per edats i sexe el 2009 era:
| Homes | Edats   | Dones |
| ----- | ------- | ----- |
| 0     | 95 o +  | 0     |
| 0     | 90 a 94 | 4     |
| 0     | 85 a 89 | 0     |
| 0     | 80 a 84 | 0     |
| 0     | 75 a 79 | 0     |
| 0     | 70 a 74 | 4     |
| 8     | 65 a 69 | 0     |
| 0     | 60 a 64 | 4     |
| 0     | 55 a 59 | 0     |
| 8     | 50 a 54 | 4     |
| 8     | 45 a 49 | 8     |
| 4     | 40 a 44 | 4     |
| 0     | 35 a 39 | 0     |
| 0     | 30 a 34 | 4     |
| 0     | 25 a 29 | 0     |
| 4     | 20 a 24 | 0     |
| 0     | 15 a 19 | 0     |
| 0     | 10 a 14 | 4     |
| 4     | 5 a 9   | 0     |
| 0     | 0 a 4   | 0     |

## Economia
El 2007 la població en edat de treballar era de 66 persones, 54 eren actives i 12 eren inactives. De les 54 persones actives 52 estaven ocupades (27 homes i 25 dones) i 3 estaven aturades (3 homes). De les 12 persones inactives 9 estaven jubilades, 2 estaven estudiant i 1 estava classificada com a «altres inactius».
Activitats econòmiques
Dels 4 establiments que hi havia el 2007, 1 era d'una empresa de fabricació d'altres productes industrials, 1 d'una empresa de construcció, 1 d'una empresa de transport i 1 d'una empresa d'hostatgeria i restauració.
L'únic servei als particulars que hi havia el 2009 era una fusteria.
L'any 2000 a Terrehault hi havia 9 explotacions agrícoles que ocupaven un total de 370 hectàrees.

## Poblacions més properes
El següent diagrama mostra les poblacions més properes.